# Station La Rochelle-Porte Dauphine
Station La Rochelle Porte Dauphine is een spoorwegstation in de gemeente La Rochelle in het Franse departement Charente-Maritime.